# Nature Methods
Nature Methods — научный журнал, издаваемый Nature Publishing Group с 2004 года, в котором публикуются последние достижений технологий для наук о живых системах.
В 2012 году журнал обладал импакт-фактором 23,565.

## О журнале
Журнал публикует статьи, посвящённые новым методам и последним достижениям в технологиях в области наук о живых системах и связанных разделах химии. Основные направления исследований, представленные в журнале, включают в себя:
- Методы клонирования и секвенирования ДНК
- Методы инженерии, экспрессии и очистки белков
- Методы протеомики
- Методы системной биологии
- Технологии биомолекулярного структурного анализа, включая ЯМР и кристаллографию
- Биохимические методы
- Биофизические методы
- Технологии анализа и управления экспрессией генов
- Методы клеточного культивирования и манипулирования
- Иммунологические технологии
- Методы изучения физиологии и развития болезней, включая рак
- Методы модельных организмов и их манипуляций